# Amberley (West Sussex)
Amberley – wieś w Anglii, w hrabstwie West Sussex, w dystrykcie Horsham. Leży 19 km na północny wschód od miasta Chichester i 73 km na południowy zachód od Londynu. W 2001 miejscowość liczyła 533 mieszkańców.